# François Delapierre
Pour les articles homonymes, voir Delapierre.
François Delapierre, né le 4 novembre 1970 à Paris 20e et mort le 20 juin 2015 à Paris 13e, est un homme politique français. Attaché territorial de profession, il est, de 2010 à sa mort, secrétaire national du Parti de gauche et conseiller régional d'Île-de-France.

## Biographie

### Études et premiers engagements politiques
Fils d'une enseignante du secondaire et d'un chercheur en économie du CNRS, François Delapierre commence ses activités militantes en 1986. Créateur d'un club « qui rassemblait déconneurs du tarot et intellos du scrabble », il est élu délégué de classe et au conseil d'administration du collège de son quartier où, issu d'un milieu assez aisé, il découvre la diversité et les inégalités sociales. Marqué par la victoire de la droite aux élections législatives de 1986, il anime dès l'automne la grève au lycée Rousseau de Montmorency (Val-d'Oise) contre le projet de loi Devaquet.
Il adhère par la suite au Parti socialiste et milite activement au sein du courant Gauche socialiste à sa création en 1988, animé notamment par Jean-Luc Mélenchon, Julien Dray et Marie-Noëlle Lienemann. Il devient membre de la direction de l'association SOS Racisme en 1986. Cofondateur de la Fédération indépendante et démocratique lycéenne (FIDL), il en devient en 1988 son second président.
Diplômé de l'Institut d'études politiques de Paris (1994, section Communic. et Ress. Hum.), il y apprécie la diversité des matières étudiées et la découverte de la sociologie mais se démarque de « cette sociabilité mondaine » et de « cet entre soi de classes politiques. »
Il poursuit ses études à l'université de Nanterre, où il obtient un DEA en sociologie, après avoir soutenu un mémoire sur les emplois de proximité,. Il devient à cette époque militant à l'UNEF-ID, et y animera la Tendance sursaut ou le déclin (TSOD) jusqu'en 1994.
De 1998 à 1999, il sera le secrétaire général de SOS Racisme, association alors présidée par Fodé Sylla, l'engageant alors activement dans des campagnes contre le Front national.
En 1998, il rédige, avec la collaboration d'Alexis Corbière, Un apartheid à la française aux "éditions Bérénice" ouvrage militant qui entend répondre à ceux qui veulent établir une « préférence nationale ».

### Carrière politique

#### Au Parti socialiste
En avril 2000, il rejoint le cabinet de Jean-Luc Mélenchon, alors ministre délégué à l'Enseignement professionnel du gouvernement Jospin, dont il devient un proche collaborateur politique, jusqu'à prendre à ses côtés une place capitale.
En 2004, il est élu délégué général de l'association Pour la République sociale (PRS), fondée par Jean-Luc Mélenchon, qui préfigure le Parti de gauche, et prend en charge son organisation. Il s'engage dans ce cadre activement pour le « non » au référendum du 29 mai 2005 sur le projet de Constitution européenne. Il intervient à ce titre dans de nombreux meetings rassemblant tous les dirigeants de la gauche favorables au non, aux côtés de Marie-George Buffet, José Bové ou Olivier Besancenot. Il devient rédacteur en chef de l'hebdomadaire À Gauche, créé par Jean-Luc Mélenchon au tout début de ses années socialistes et poursuivie au PG, où il décrypte chaque semaine l'actualité politique avec détails et affiche la volonté d'une union des gauches sans exclusive, basé sur un Programme commun d'union populaire, pour battre la droite lors de l’élection présidentielle de 2007. Il est le principal dirigeant de PRS après Jean-Luc Mélenchon et l'auteur des textes essentiels de cette association. Il a aussi écrit plusieurs articles dans la revue théorique de cette sensibilité politique qui se définit comme de gauche et républicaine. À partir du Congrès du Mans, il devient membre du bureau national du Parti socialiste, où il représente, avec Jean-Luc Mélenchon, la sensibilité Trait d'union, engagée aux côtés de Laurent Fabius.

#### Au Parti de gauche

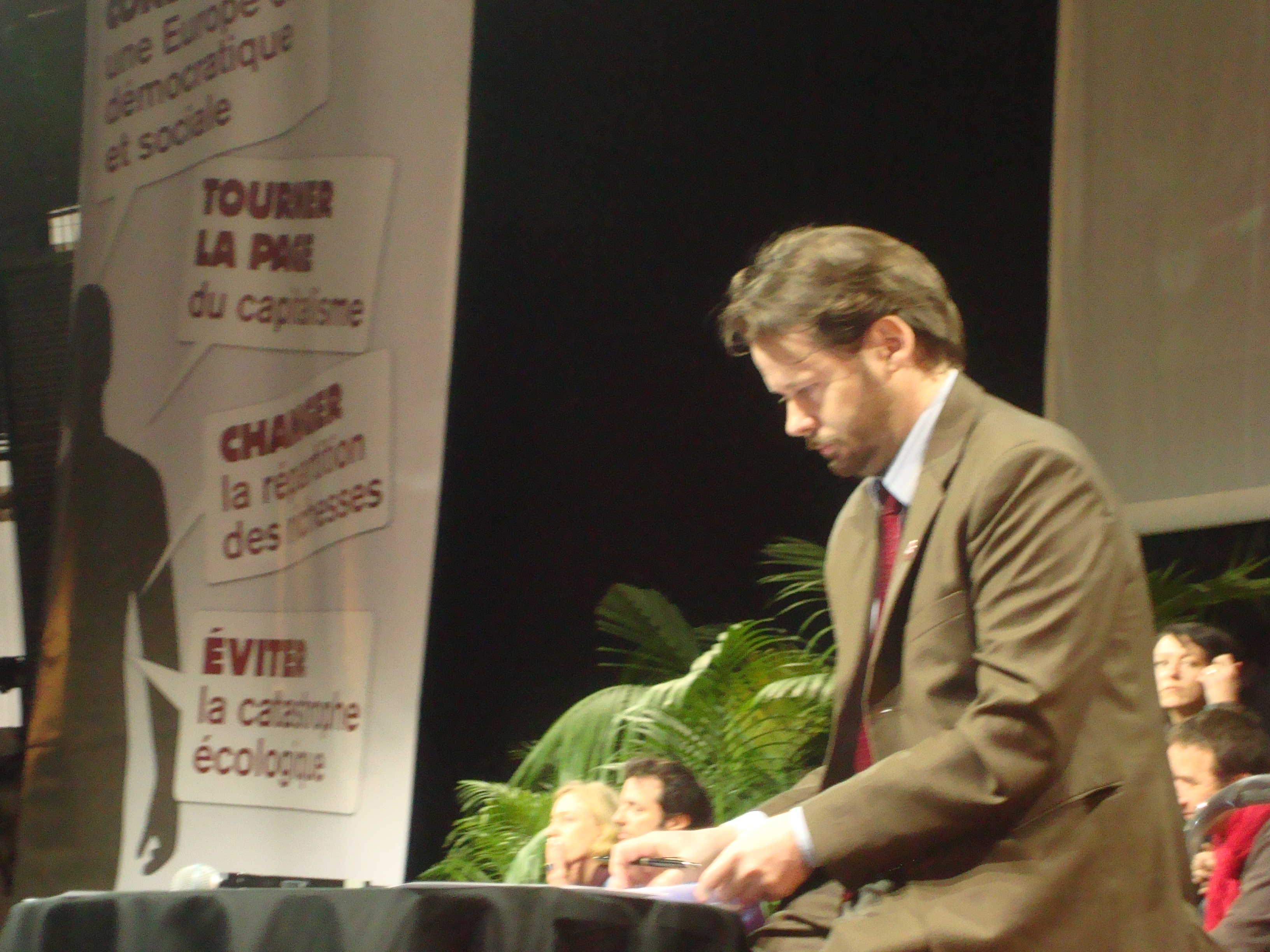
François Delapierre à la tribune du meeting de lancement du Parti de gauche, en 2008.

Le 6 novembre 2008, à la suite de l'échec de la motion conduite par Benoît Hamon au congrès de Reims, il quitte le PS pour fonder le Parti de gauche avec Jean-Luc Mélenchon, le député Marc Dolez et d'autres responsables socialistes. Il préside le meeting de lancement de ce parti organisé le 29 novembre 2008 à Saint-Ouen. Membre du Bureau national et du secrétariat national du Parti de Gauche, il en est le délégué général, et à ce titre, assure la coordination et l'animation politique de ce Parti jusqu'au congrès de Bordeaux de 2013.
François Delapierre est candidat au nom du Front de gauche (Parti de Gauche, Parti communiste et Gauche unitaire) avec le soutien du Nouveau Parti anticapitaliste, à l'élection législative partielle de la douzième circonscription des Yvelines qui a lieu le 11 octobre 2009. Il obtient au premier tour 4,87 % des suffrages. Au second tour, il refuse d'appeler à voter en faveur du candidat socialiste, Frédérik Bernard, maire de Poissy, du fait de son alliance avec les représentants locaux du MoDem et des écologistes d'EELV.
Tête de liste départementale de l'Essonne de la liste « Ensemble pour des régions à gauche » (Front de gauche) aux élections régionales de mars 2010, François Delapierre est élu conseiller régional d'Île-de-France, au deuxième tour de l'élection sur la liste d'union de la Gauche et des Verts, menée par le socialiste Jean-Paul Huchon. Considérant toutefois que les conditions politiques ne sont pas réunies dans le programme de la majorité, il exclut d'intégrer l'exécutif régional renouvelé au sortir des élections. Il siège au groupe « Front de gauche et Alternatifs » (FdG et A) qui regroupe les 5 élus du Parti de gauche et des Alternatifs, présidé par Pascale Le Néouannic, contrairement aux autres élus du Front de Gauche siégeant au groupe « Front de gauche, PCF-GU-AC » (FdG, 14 élus), présidé par Gabriel Massou.
Il est, avec Olivier Dartigolles, le directeur de campagne de Jean-Luc Mélenchon lors de l'élection présidentielle de 2012. Il se porte candidat du Front de gauche aux élections législatives de 2012 dans la 10e circonscription de l'Essonne, obtenant 16,66 % des suffrages exprimés au premier tour et manquant de peu une qualification pour le second tour face à Malek Boutih. Comme lors de la présidentielle, il dit aimer les moments où il a un rôle « d'instituteur du peuple », où suivant le modèle de Jean Jaurès il dit aimer participer à « l'éducation populaire, expliquer et faire changer le regard sur les choses ».

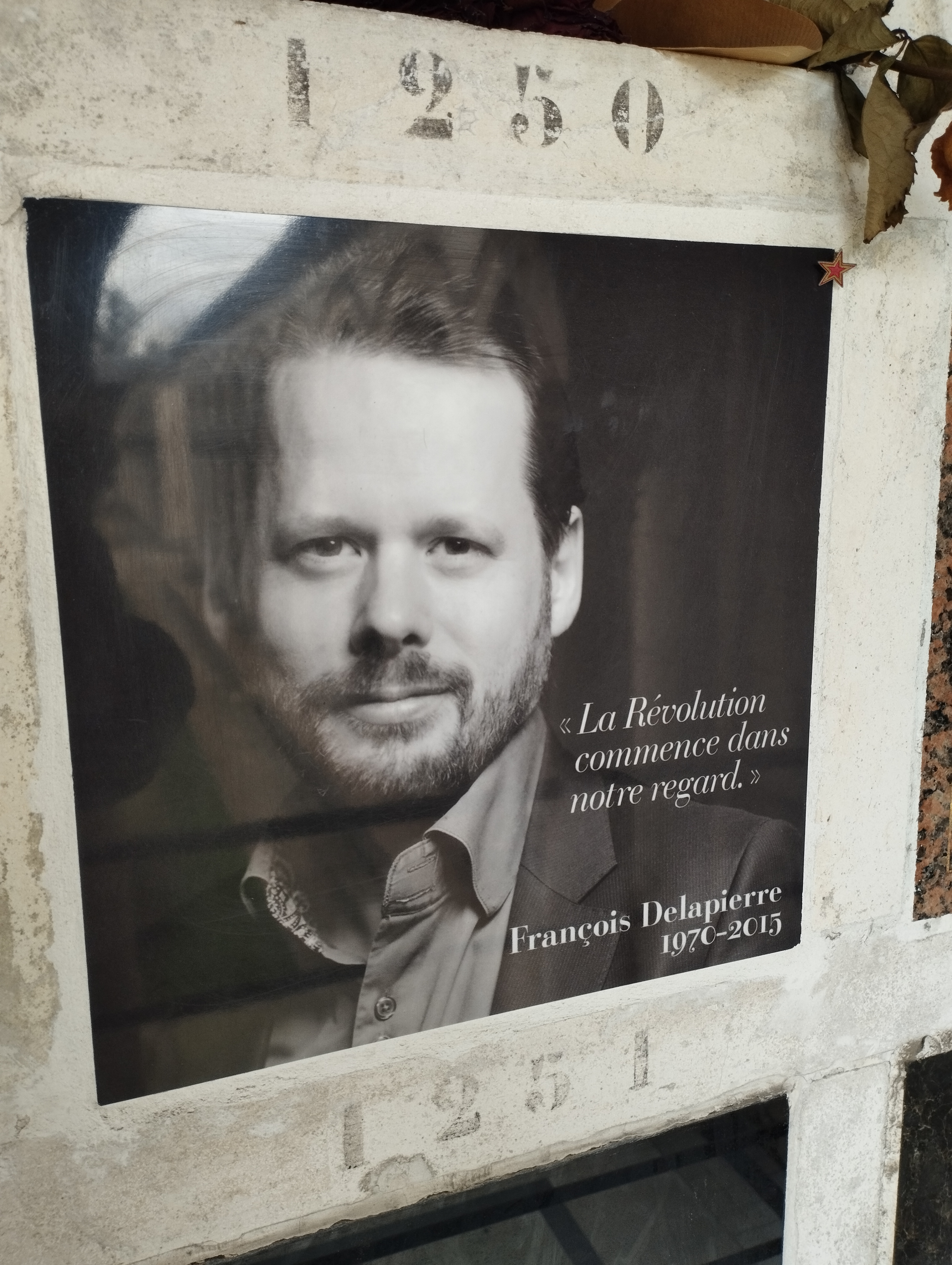
Plaque funéraire de François Delapierre au columbarium du cimetière du Père-Lachaise (division 87 ; plaque n°1250).

Au PG, il militait pour que les communistes refusent des accords électoraux avec le PS lors des élections municipales de 2014, ce à quoi le PCF s'est refusé dans certains territoires. Lors des élections municipales de 2014, il conduit une liste dans la ville de Sainte-Geneviève-des-Bois. Avec 8,2 % des suffrages exprimés, il est élu conseiller municipal d'opposition, la liste du maire sortant PS l'ayant emporté dès le premier tour.

### Mort
Atteint d'une tumeur du cerveau, il meurt à l'âge de 44 ans le 20 juin 2015 à l'hôpital Pitié-Salpêtrière des suites de sa maladie, après avoir jusqu'au bout rédigé l’éditorial de l'hebdomadaire À gauche. Son parcours et sa mémoire sont salués par de nombreux responsables politiques de gauche de sa génération. Ses cendres reposent au columbarium du Père-Lachaise (case no 1250).

### Vie privée
Il a été compagnon de Charlotte Girard, juriste et cadre du Parti de gauche, et père de deux filles.

### Polémique
Un récit dépréciatif d'Ariane Chemin sur l'enterrement de François Delapierre a été publié en illustration d'un portrait à charge de Jean-Luc Mélenchon paru dans M, le magazine du Monde environ deux ans après les faits. Relayé par d'autres médias nationaux, il a été à l'origine de vives réactions de la part de ses proches et dénoncé comme une instrumentalisation indigne[source secondaire souhaitée].

## Ouvrages
- avec Alexis Corbière, Un apartheid à la française : 10 réponses à la préférence nationale, Bérénice, 1998, 84 p. (ISBN 978-2-84384-082-1)
- Délinquance : les coupables sont à l'Intérieur, Paris, éd. Bruno Leprince, 2013, 264 p. (ISBN 978-2-36488-072-6)
- La bombe de la dette étudiante : le capitalisme contre l'université, Paris, éd. Bruno Leprince, 2013, 76 p. (ISBN 978-2-36488-048-1)
- Où est le changement ? : Les 100 premiers jours de François Hollande, Paris, éd. Bruno Leprince, 2012, 128 p. (ISBN 978-2-36488-035-1)
- Quelle histoire ! : Chronique(s) du Front de Gauche, Paris, éd. Bruno Leprince, 2012, 144 p. (ISBN 978-2-36488-036-8)